# Manuhangi
Manuhangi o Te Fara es un atolón de las Tuamotu, en la Polinesia Francesa, incluido en la comuna de Hao. Está situado a 900 km al sudeste de Tahití.
Es un atolón pequeño, con una superficie total de 1 km². Está deshabitado, sin ninguna infraestructura. Fue descubierto en 1767 por el inglés Samuel Wallis que lo llamó Duke of Cumberland.